# بالاکند (گدابیگ)
بالاکند (به لاتین: Balakənd) یک منطقه مسکونی در جمهوری آذربایجان است که در شهرستان گدابیگ واقع شده است.